# Bâtiment situé 10-10a Trg Pavla Stojkovića à Niš
Le bâtiment situé 10-10a Trg Pavla Stojkovića à Niš (en serbe cyrillique : Зграда на Тргу Павла Стојковића бр. 10-10а у Нишу ; en serbe latin : Zgrada na Trgu Pavla Stojkovića br. 10-10a u Nišu) se trouve à Niš, dans la municipalité de Medijana et dans le district de Nišava, en Serbie. Il est inscrit sur la liste des monuments culturels protégés de la République de Serbie (identifiant no SK 2065),.

## Présentation
Le bâtiment, situé 10-10a Trg Pavla Stojkovića, également connu sous le nom de « maison de la famille Delja », a été construit au début du XXe siècle.
Il est composé d'un simple rez-de-chaussée très allongé avec une vaste cour intérieure. Il abritait deux établissements commerciaux et une kafana, avec une grande porte demi-circulaire dans la cour entre les deux. Une partie de la maison, au no 10 appartenait au célèbre maroquinier de Niš Panajot Delja, venu dans la ville en 1878 depuis Aleksinac ; la maison a été construite en 1882, sous le nom de « Maroquinerie de Panayot J. Delja et associés" ». L'autre partie de la maison, au no 10a, avec la kafana, appartenait à l'épouse de Panajot, Evdokija Delja, née Mantać ; elle portait le nom de « Carigrad » (« Constantinople ») et constituait l'une des plus anciennes kafanas de la ville, avec un nom inchangé depuis sa fondation en 1885 ; avant la Seconde Guerre mondiale, cette taverne était dirigée par Đorđe V. Milojković.